# 黒牢城
『黒牢城』（こくろうじょう）は、米澤穂信による日本の推理小説の連作短編集。『文芸カドカワ』2019年2月号 - 3月号、『カドブンノベル』2020年1月号 - 3月号、6月号 - 8月号、10月号 - 11月号で掲載された4作品に加筆修正して、KADOKAWAより2021年6月に刊行された。文庫本は2024年6月に角川文庫より刊行。
第166回直木三十五賞受賞、第22回本格ミステリ大賞（小説部門）受賞、第12回山田風太郎賞受賞。さらに「このミステリーがすごい!」2022年版国内編第1位、「週刊文春ミステリーベスト10」2021年国内部門第1位、「ミステリが読みたい!」2022年版国内篇第1位、「本格ミステリ・ベスト10」2022年国内ランキング第1位と、史上初となる4大ミステリランキング制覇を達成。このほか「2021年歴史・時代小説ベスト3」（『週刊朝日』）第1位など。

## 概要
『黒牢城』は、有岡城の戦いにて織田信長に叛逆した荒木村重が籠城中の有岡城を舞台とし、冬春夏秋に起きた4つの架空の事件を、牢の中の黒田官兵衛が解き明かす連作ミステリー。物語は、官兵衛が囚われる天正6年（1578年）11月から、村重が城を抜け出し、落城する翌年10月までを描く。
編集者との雑談で、地下牢に閉じ込められている黒田官兵衛を安楽椅子探偵役にしたミステリを書いてみたいと話したことに対し、「米澤さんの小説は倫理観に特徴がある。籠城という閉鎖空間で描くとその倫理観の個性が際立つと思う」と返事をもらったことが本作執筆のきっかけである。
第一章については、これまでの読者も飲み込みやすいよう、最初は「雪密室」というミステリの定番にしたという。第三章については、編集者から次はアリバイものを読んでみたいと言われたが、当時は時計がないため、現代の言葉を使わずに時間をどのように伝えるかの工夫を考えたという。

## あらすじ

### 序章 因
天正6年（1578年）、毛利の援軍を頼みに織田信長に叛逆し有岡城（伊丹城）に籠城した荒木村重は、謀叛を止めるよう説得に訪れた織田方の軍使、小寺官兵衛（後の黒田官兵衛）をとらえて地下の土牢に監禁する。

### 第一章 雪夜灯籠
大和田城を守る安部二右衛門が織田側に寝返ったが、村重は人質である二右衛門の子・自念（じねん）を殺さず、牢に繋いでおくことにした。牢が完成する翌日まで自念を屋敷の納戸に留め置き、左右の廊下の折れ曲がりと面前の庭の奥の城壁を、御前衆の中でも最も頼りとする「五本鑓」に警固させた。しかし翌朝、自念は死体となって発見される。死体には致命傷となった矢傷があったが、矢は残されていなかった。また、庭には雪が積もっていたが、足跡はなかった。
雑賀衆の下針（さげはり）が物見櫓で見張り番をしていたが、物見櫓から納戸まで40間ほどの距離があり、また物見櫓からは納戸の中の自念が見えないため、犯行は不可能である。庭の奥を警固していた森可兵衛が弓矢で射殺したことも考えられたが、矢を雪の上に痕跡を残さずに回収するのは不可能であった。また、叫び声を聞いて左右の廊下の折れ曲がりに配置された警固が近づくまでは、納戸に近づいた者はいないという。廊下の折れ曲がりの警固はそれぞれ2人組で、相方の目を盗んで納戸に近づき自念に矢を突き刺して殺し、その矢を隠すことも不可能であった。
犯人が見つからず浮き足立つ城内に、思いあまった村重は地下牢に下りていき、事の次第を官兵衛に語りこの謎を解かせようとする。

### 第二章 花影手柄
有岡城では、鈴木孫六率いる雑賀衆と、高山大慮率いる高槻衆が、大きな戦力であるにもかかわらず、手柄を挙げられずにいた。そこへ織田方の大津伝十郎が有岡城の目と鼻の先の湿地に陣を敷いてきたため、それぞれに手柄を挙げさせようと夜襲をかける。夜襲は成功し、雑賀衆も高槻衆もそれぞれ2つずつ敵の大将首を挙げる。しかし、どれが大津伝十郎の首か分からず、手柄が判明しないまま、雑賀衆と高槻衆の対立が深まる。
さらに、高山大慮のとった若武者の首が、凶相を帯びた別の首にすげ替えられるという事件まで起き、周囲は「祟りの兆し」とおののく。対処に悩む村重は再び地下牢へ降り、官兵衛にこの謎を解かせようとする。

### 第三章 遠雷念仏
毛利の援軍がないまま籠城の長期化とともに城内の士気が下がることに悩む村重は、開城の交渉をするために、僧侶・無辺（むへん）に明智光秀宛ての密書と手土産に茶壷の名品「寅申」を持たせて、光秀に仕える斎藤内蔵助に遣わせることにした。入出城は織田軍に見張られているため、夜陰に乗じて無辺を城外に脱出させる手筈である。
村重は城内の庵に無辺を滞在させ、「五本鑓」の中でも刀法の抜群の遣い手である秋岡四郎介を警護につけて無辺を護衛させた。ところが無辺も警護の四郎介も何者かに斬殺されてしまう。また「寅申」が庵より持ち去られ、密書も読まれた形跡があった。
秘密裡に行われていたはずの和談がどこから漏れたのか、またこの密事を城中に知られれば、多くの家臣たちは村重から離反してしまう。この危機を前に、村重は再び地下牢へ降り、官兵衛にこれらの謎を解かせようとする。

### 第四章 落日孤影
籠城以来10か月、城内では援軍を寄越さない毛利の不実をなじる声が日増しに大きくなり、それにつれて家臣の士気は低下する一方であった。それはまた、毛利につくと決めた村重を責めることでもあり、村重は追い詰められていた。
一方、落雷に打たれて絶命した無辺殺しの犯人は織田方に通じていたと思われる。さらに村重は死体のそばに鉄砲の玉がめりこんでいるのを見つけていた。狙撃者も織田方に内通している謀叛人と思われる。そこで、御前衆の組頭の郡十右衛門に誰が狙撃者か突き止めるよう命じる。しかし、十右衛門の調査の結果、狙撃場所と考えられる場所に、鉄砲を持ち込んだ者は誰もいないということであった。
村重はまたしても地下牢に下りる。そして明らかになったのは、これまでの4つ事件すべての黒幕の存在と、謀叛人はいないということであった。

### 終章 果
毛利の援軍を得るため、天正7年（1579年）9月2日、村重は少ない供を連れて有岡城を後にし、尼崎城へ向かう。しかし、村重が脱出したことが織田方に発覚、10月15日、有岡城はあえなく落城し、村重の妻の千代保をはじめ武将らの妻子親族の多くが処刑された。
一方、落城した有岡城から救い出された官兵衛は、羽柴秀吉の勧めに従い有馬温泉で静養していた。そこへ、竹中半兵衛の義弟、竹中源助が訪ねてくる。官兵衛は、官兵衛が村重方に寝返ったと見なした信長の命令で、織田方に人質として差し出していた我が子・松寿丸が官兵衛と親しい半兵衛の手で斬首されたと聞かされ、あまりにもむごい仕打ちに絶句する。しかし、源助が連れてきた小さな武士を見て、官兵衛は驚きの叫びを上げる。

## 主な登場人物
荒木村重（あらき むらしげ）
本作の主人公。有岡城の城主。織田信長の重臣であったが、謀叛を起こし籠城する。
小寺官兵衛（こでら かんべえ）
黒田官兵衛。主君である小寺の名字を与えられ、公には小寺を名乗っている。
千代保（ちよほ）
村重の妻。大坂本願寺の坊官の娘で、熱心な一向門徒。
郡十右衛門（こおり じゅうえもん）
御前衆の組頭で「五本鑓」の一人。武芸は馬、弓、刀術から鉄砲までそつなくこなし、算術や漢籍にも通じている。気働きに優れ、物事を広く見られる。
秋岡四郎介（あきおか しろうのすけ）
御前衆「五本鑓」の一人。細身の体躯で刀法にかけては家中に右に出る者はいない、抜群の遣い手。気難しくあまり人と交わることをしない。
伊丹一郎左衛門（いたみ いちろうざえもん）
御前衆「五本鑓」の一人。風采が上がらないが鉄砲上手で、伊丹の地勢に詳しい。
乾助三郎（いぬい すけさぶろう）
御前衆「五本鑓」の一人。大肥満で気が利かず何事も遅いが力が強い。
森可兵衛（もり かへえ）
御前衆「五本鑓」の一人。武芸百般何でもこなし、中でも鑓捌きは名人級だが、勘はいたって鈍い。熱心な一向門徒。
荒木久左衛門（あらき きゅうざえもん）
荒木家家老。
中西新八郎（なかにし しんぱちろう）
上﨟塚砦の守将。荒木家家中では新参者。
下針（さげはり）
雑賀衆の鉄砲放。下針はあだ名。

## 書誌情報
- 黒牢城 - 2021年6月22日、KADOKAWA、ISBN 978-4-04-111393-6
- 黒牢城（文庫本） - 2024年6月13日、角川文庫、ISBN 978-4-04-114722-1

### 初出一覧
- 雪夜灯籠 - 『文芸カドカワ』2019年2月号 - 3月号
- 花影手柄 - 『カドブンノベル』2020年1月号 - 3月号
- 遠雷念仏 - 『カドブンノベル』2020年6月号 - 8月号
- 落日孤影 - 『カドブンノベル』2020年10月号 - 11月号